# Araneus masculus
Araneus masculus är en spindelart som beskrevs av Lodovico di Caporiacco 1941. Araneus masculus ingår i släktet Araneus och familjen hjulspindlar.
Artens utbredningsområde är Etiopien. Inga underarter finns listade i Catalogue of Life.